# Đường cao tốc Naebu

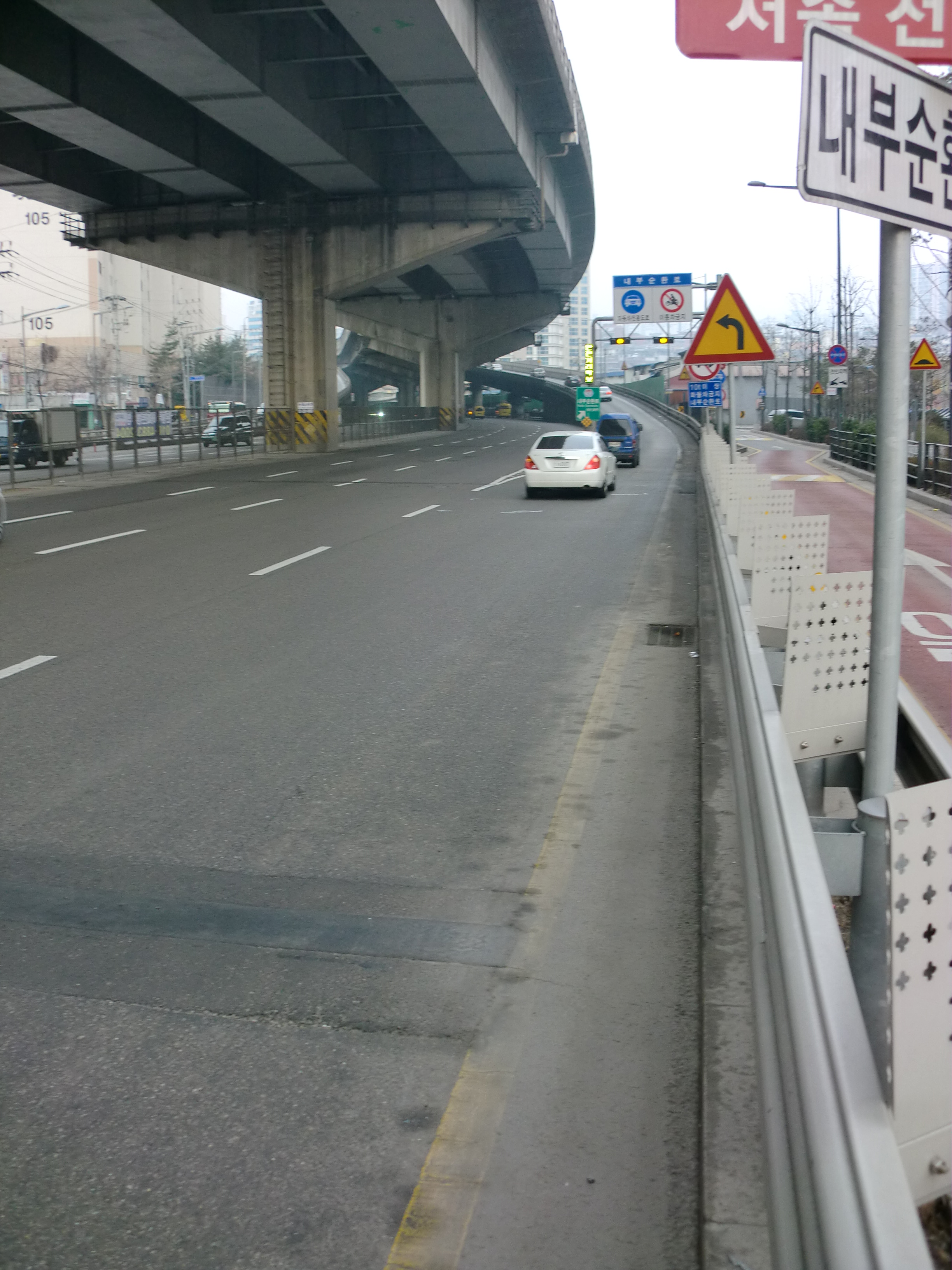
Đường cao tốc Naebu Gireum IC.

Đường cao tốc Naebu (Tiếng Hàn: 내부순환로) là đường cao tốc vành đai nối đầu phía bắc của Cầu Seongsan ở Mapo-gu đến Giao lộ Seongdong ở Seongsu-dong, Seongdong-gu, Seoul. Tuyến đường này là tuyến đường huyết mạch Đông Tây thứ hai, có tổng chiều dài dài 22 km (14 mi), gồm 3 làn xe mỗi chiều.

## Lịch sử
Tuyến đường này được thành lập vào ngày 31 tháng 10 năm 1995 

## Điểm dừng
Seoul
- Mapo-gu - Seodaemun-gu - Jongno-gu - Seongbuk-gu - Dongdaemun-gu - Seongdong-gu.

## Danh sách các cơ sở
- IC: 나들목 (Giao lộ)
- JC: 분기점 (Giao lộ)
- TN: 터널 (Đường hầm)
- (■): Đoạn chỉ dành cho ô tô

| Loại | Số          | Tên                                    | Tên                           | Kết nối                                                                        | Vị trí | Vị trí                                                                | Ghi chú                                                     |
| Loại | Số          | Tiếng Anh                              | Hangul                        | Kết nối                                                                        | Vị trí | Vị trí                                                                | Ghi chú                                                     |
| ---- | ----------- | -------------------------------------- | ----------------------------- | ------------------------------------------------------------------------------ | ------ | --------------------------------------------------------------------- | ----------------------------------------------------------- |
| JC   |             | Cầu Seongsan JC Phía bắc Cầu World Cup | 성산대교분기점 월드컵대교북단 | Quốc lộ 77 Tỉnh lộ 23 Đường thành phố Seoul 70 (Gangbyeonbuk-ro) Cầu World Cup | Seoul  | Mapo-gu                                                               | Điểm bắt đầu                                                |
| IC   | 1           | Nhánh nối Seongsan                     | 성산램프                      | Quốc lộ 1 Quốc lộ 48 Seongsan-ro                                               | Seoul  | Mapo-gu                                                               | Chỉ có thể vào hướng Seongdong Chỉ có thể ra hướng Seongsan |
| IC   | 2           | Nhánh nối Yeonhui                      | 연희램프                      | Moraenae-ro Hongjecheon-ro Susaek-ro                                           | Seoul  | Seodaemun-gu                                                          | Chỉ có thể vào hướng Seongdong Chỉ có thể ra hướng Seongsan |
| IC   | 3           | Nhánh nối Hongje                       | 홍제램프                      | Yeonhui-ro                                                                     | Seoul  | Seodaemun-gu                                                          | Chỉ có thể ra hướng Seongdong Chỉ có thể vào hướng Seongsan |
| IC   | 4           | Nhánh nối Hongeun                      | 홍은램프                      | Segeomjeong-ro                                                                 | Seoul  | Seodaemun-gu                                                          | Chỉ có thể vào hướng Seongdong Chỉ có thể ra hướng Seongsan |
| TN   |             | Hầm Hongjimun                          | 홍지문터널                    |                                                                                | Seoul  | Seodaemun-gu                                                          | Phần mở rộng 1.890m                                         |
| TN   | Jongno-gu   | Hầm Hongjimun                          | 홍지문터널                    |                                                                                | Seoul  |                                                                       | Phần mở rộng 1.890m                                         |
| TN   |             | Hầm Jeongneung                         | 정릉터널                      |                                                                                | Seoul  | Nhánh lên 1.640m Nhánh xuống 1.657m                                   |                                                             |
| TN   | Seongbuk-gu | Hầm Jeongneung                         | 정릉터널                      |                                                                                | Seoul  | Nhánh lên 1.640m Nhánh xuống 1.657m                                   |                                                             |
| IC   | 5           | Lối vào Đại học Kookmin                | 국민대입구                    | Jeongneung-ro                                                                  | Seoul  | Chỉ có thể vào hướng Seongdong Chỉ có thể ra hướng Seongsan           |                                                             |
| IC   | 5           | Nhánh nối Jeongneung                   | 정릉램프                      | Jeongneung-ro                                                                  | Seoul  | Chỉ có thể ra hướng Seongdong Chỉ có thể vào hướng Seongsan           |                                                             |
| IC   | 6           | Nhánh nối Gileum                       | 길음램프                      | Jeongneung-ro Jongam-ro                                                        | Seoul  | Chỉ có thể ra hướng Seongdong Chỉ có thể vào hướng Seongsan           |                                                             |
| JC   | 7           | Hawolgok JC                            | 하월곡 분기점                 | Đường cao tốc Bukbu                                                            | Seoul  | Còn được gọi là Jongam JC trên các chương trình phát sóng giao thông. |                                                             |
| IC   | 8           | Nhánh nối Wolgok                       | 월곡램프                      | Wolgok-ro                                                                      | Seoul  | Chỉ có thể vào hướng Seongdong Chỉ có thể ra hướng Seongsan           |                                                             |
| IC   | 9           | Nhánh nối Majang                       | 마장램프                      | Cheonggyecheon-ro                                                              | Seoul  | Dongdaemun-gu                                                         | Chỉ có thể ra hướng Seongdong Chỉ có thể vào hướng Seongsan |
| -    | -           | Nhánh nối Cheonggye                    | 청계램프                      | Đường cao tốc Cheonggye                                                        | Seoul  | Seongdong-gu                                                          | Phá dỡ vào ngày 1 tháng 7 năm 2003                          |
| IC   | 10          | Nhánh nối Sageun                       | 사근램프                      | Salgoji-gil                                                                    | Seoul  | Seongdong-gu                                                          | Chỉ có thể vào hướng Seongdong Chỉ có thể ra hướng Seongsan |
| JC   |             | Seongdong                              | 성동 분기점                   | Đường cao tốc Dongbu                                                           | Seoul  | Seongdong-gu                                                          | Điểm cuối                                                   |

## Cầu và hầm
- Cầu vượt Hongjecheon
- Cầu cạn Bukbu
- Cầu cạn Jeongneungcheon
- Hầm Hongjimun
- Hầm Jeongneung